# Battaglia di Pente Pigadia
La battaglia di Pente Pigadia o battaglia di Beshpinar (in greco Μάχη των Πέντε Πηγαδιών?; "Battaglia dei Cinque Pozzi", in turco Beşpınar Muharebesi), ebbe luogo il 24-30 ottobre (calendario giuliano), 1912. Fu una battaglia combattuta tra le forze greche sotto il tenente generale Konstantinos Sapountzakis e le forze ottomane sotto il generale Esad Pasha durante la prima guerra balcanica. La battaglia iniziò quando gli ottomani attaccarono le posizioni greche ad Anogi. Le prime nevicate impedirono agli ottomani di lanciare una grande offensiva, mentre i greci riuscirono a mantenere la loro posizione per sei giorni nella successiva serie di schermaglie.

## Contesto
Dopo la conclusione della guerra d'indipendenza greca, il concetto della Megali Idea (Grande Idea) arrivò a dominare la politica estera greca. L'obiettivo finale della Megali Idea era l'incorporazione di tutte le aree tradizionalmente popolate dai greci in uno stato greco indipendente. La disastrosa sconfitta greca nella breve guerra greco-turca del 1897 evidenziò le gravi carenze nell'organizzazione, nell'addestramento e nella logistica dell'esercito greco. Alla sua nomina nel dicembre 1905, Georgios Theotokis divenne il primo primo ministro greco del dopoguerra a concentrare la sua attenzione sul rafforzamento dell'esercito. Istituì il Fondo nazionale per la difesa che finanziò l'acquisto di grandi quantità di munizioni. Inoltre fu introdotto un nuovo quadro organizzativo per la marina e per l'esercito del paese, quest'ultimo arricchito da numerose batterie di artiglieria. Le dimissioni di Theotokis nel gennaio 1909 e la presunta negligenza delle forze armate da parte del suo successore, portarono sette mesi dopo al colpo di Stato di Goudi. I golpisti, invece di prendere il potere in modo autonomo, inviarono il politico cretese Eleftherios Venizelos a governare il paese. Venizelos seguì le orme di Theotokis riarmando e riqualificando l'esercito, mettendo in atto vaste opere di fortificazione e infrastrutturali, acquistando nuove armi e richiamando i riservisti per l'addestramento.
Il culmine di questo sforzo fu l'invito nel 1911 di una missione navale britannica e di una missione militare francese. La missione britannica era guidata dal contrammiraglio Lionel Grant Tufnell, che pose l'accento sulla pratica dell'artiglieria e sulle manovre della flotta, mentre i suoi assistenti introdussero un nuovo fusibile per il siluro Whitehead. La missione francese sotto il generale di brigata Joseph Paul Eydoux concentrò la propria attenzione sul miglioramento della disciplina e sulla formazione di alti ufficiali nelle grandi operazioni di organica militare. L'Accademia dell'esercito ellenico fu modellata sull'École spéciale militaire de Saint-Cyr spostando la sua attenzione dall'addestramento dell'artiglieria e del genio a quello della fanteria e della cavalleria.
Dopo essere stato informato di un'alleanza serbo-bulgara, Venizelos ordinò al suo ambasciatore a Sofia di preparare un accordo di difesa greco-bulgaro entro il 14 aprile 1912. Ciò era dovuto ai timori che se la Grecia non avesse partecipato a una futura guerra contro gli ottomani, non sarebbe stata in grado di catturare le aree a maggioranza greca della Macedonia. Il trattato fu firmato il 15 luglio 1912, con i due paesi che si accordarono per aiutarsi a vicenda in caso di guerra difensiva e per salvaguardare i diritti delle popolazioni cristiane nella Macedonia sotto il controllo ottomano, unendosi così alla libera alleanza della Lega Balcanica con Serbia, Montenegro e Bulgaria. Temendo una nuova guerra nei Balcani, gli ottomani mobilitarono le loro forze armate il 14 settembre e iniziarono a trasferire le unità in Tracia; la Lega balcanica rispose a tono. Il 30 settembre, la Lega presentò agli ottomani un elenco di richieste riguardanti i diritti della sua popolazione cristiana. L'Impero ottomano respinse le richieste, richiamò i suoi ambasciatori a Sofia, Belgrado e Atene, ed espulse i negoziatori della Lega il 4 ottobre. La Lega dichiarò guerra agli ottomani, mentre il Montenegro aveva già iniziato le operazioni militari il 25 settembre.

## Preludio
La Grecia inviò l'esercito dell'Epiro e l'esercito della Tessaglia alle sue frontiere rispettivamente in Epiro e Tessaglia. L'esercito dell'Epiro contava 20 000 uomini e 30 pezzi di artiglieria ed era comandato dal tenente generale Konstantinos Sapountzakis. Di fronte ai greci in Epiro c'era il Corpo Yanya sotto il generale Esad Pasha, che contava 35 000 uomini e 102 pezzi di artiglieria; la maggior parte dei quali erano concentrati nell'area fortificata di Yanya. L'esercito dell'Epiro doveva condurre solo un numero limitato di operazioni offensive, concentrandosi principalmente sulla protezione del fianco occidentale dell'esercito della Tessaglia, poiché era troppo piccolo per violare le difese ottomane intorno a Yanya.
L'area fortificata di Yanya comprendeva due grandi fortezze, quelle di Bizani e Kastritsa, a guardia dei principali accessi meridionali, insieme a cinque forti più piccoli in un anello intorno alla città, che coprivano gli accessi occidentali e nord-occidentali. Il terreno a sud di Yanya forniva un eccellente terreno difensivo, poiché da Bizani si potevano osservare tutte le strade che conducevano alla città. Gli ottomani avevano aumentato le loro difese con fortificazioni permanenti, costruite sotto la guida del generale tedesco Rüdiger von der Goltz. Questi erano dotati di postazioni di artiglieria in cemento, bunker, trincee, filo spinato, proiettori e postazioni per mitragliatrici.
L'esercito dell'Epiro attraversò il ponte di Arta in territorio ottomano a mezzogiorno del 6 ottobre, conquistando le alture di Gribovo entro la fine della giornata. Il 9 ottobre, gli ottomani contrattaccarono dando inizio alla battaglia di Gribovo e nella notte tra il 10 e l'11 ottobre i greci furono respinti verso Arta. Dopo essersi riorganizzato il giorno successivo, l'esercito greco passò all'offensiva trovando ancora una volta le posizioni ottomane abbandonate e catturando Filippiada. Il 19 ottobre, l'Armata dell'Epiro lanciò un attacco a Prevesa in collaborazione con lo squadrone ionico della Marina greca e prese la città il 21 ottobre.

## Battaglia
Dopo la caduta di Preveza, Esad Pasha trasferì il suo quartier generale nell'antico castello veneziano di Pente Pigadia (Beshpinar). Ordinò che fosse riparato e ampliato poiché si affacciava su una delle due strade principali che portavano a Yanya, reclutando anche gli albanesi cham locali in una milizia armata. Il 23 ottobre, una forza composta da cinque battaglioni ottomani partì da Pente Pigadia, lanciando un attacco al 3° e 10° battaglione greco di Euzone di stanza ad Anogi. Le prime nevicate impedirono agli ottomani di effettuare un attacco su larga scala, mentre i greci ottennero la loro posizione in una serie di scontri che durarono tra il 24 e il 30 ottobre. Dopo aver interrotto la loro offensiva, gli ottomani si ritirarono nel villaggio di Pesta. Le vittime greche nella battaglia di Pente Pigadia furono 26 morti e 222 feriti.

## Conseguenze
Nessuna operazione importante ebbe luogo nelle vicinanze di Yanya fino alla battaglia di Driskos, il 26 novembre. Questa azione segnò la sconfitta del distaccamento greco Metsovo da parte di una forza ottomana numericamente superiore e meglio equipaggiata. Dopo la conclusione della campagna greca in Macedonia, l'esercito dell'Epiro ricevette considerevoli rinforzi. Ciò gli permise di catturare l'area fortificata di Yanya all'indomani della battaglia di Bizani (19-21 febbraio 1913).
Nel maggio 1913, gli ottomani numericamente inferiori subirono una serie di gravi sconfitte agli eserciti della Lega su tutti i fronti. La Lega aveva catturato la maggior parte dei territori europei dell'Impero ottomano e le sue forze si stavano rapidamente avvicinando a Costantinopoli. Il 30 maggio, le due parti firmarono il Trattato di Londra che concedeva ai membri della Lega tutte le terre ottomane a ovest diEnos sul Mar Egeo e a nord di Midia sul Mar Nero, oltre a Creta. Il destino dell'Albania e delle isole dell'Egeo in mano agli ottomani doveva essere determinato dalle Grandi Potenze.